# Toda (Saitama)

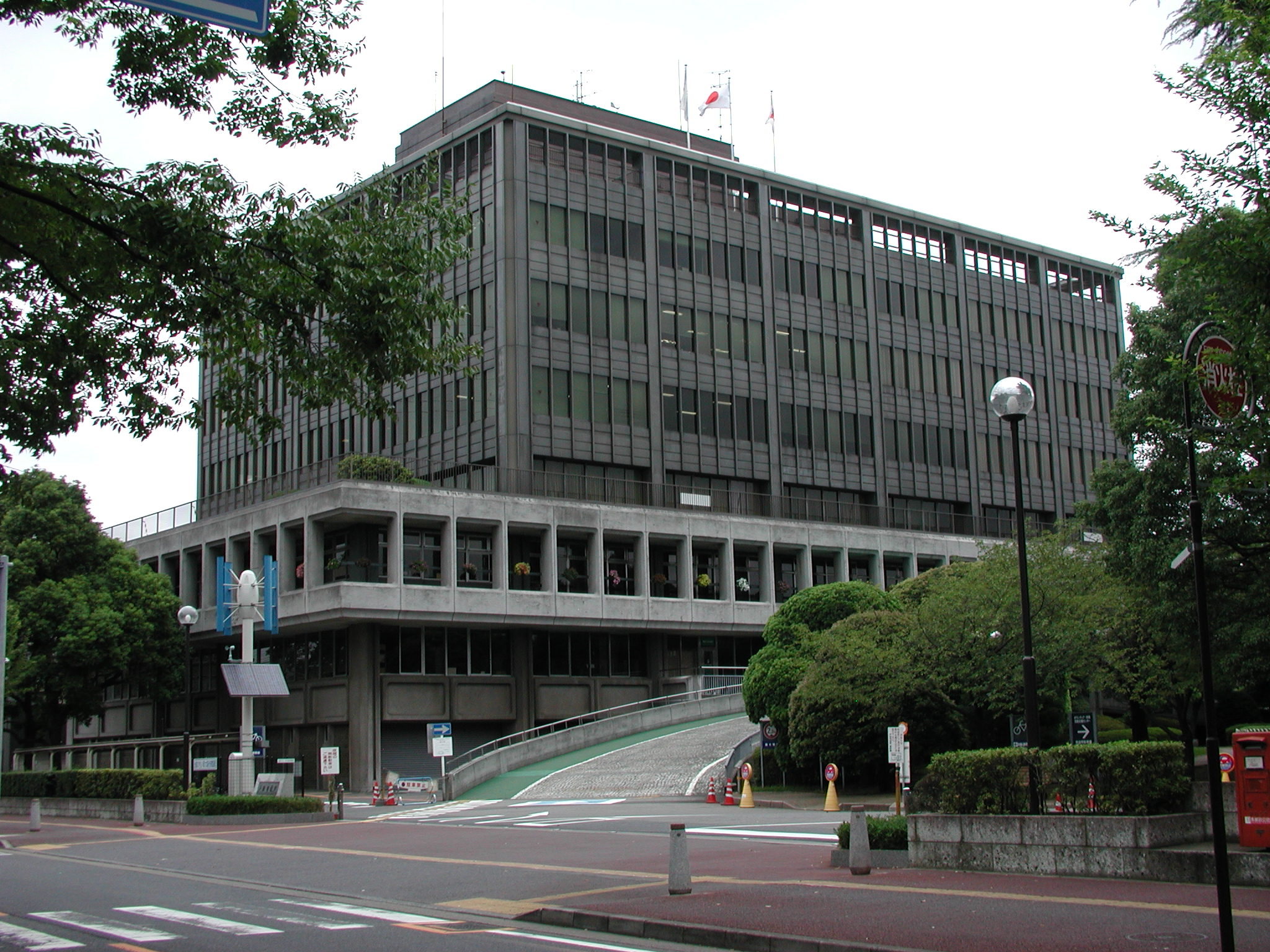
Rathaus von Toda

Toda (jap. 戸田市, -shi) ist eine Stadt in der Präfektur Saitama, am nördlichen Rand der japanischen Hauptstadt Tokio gelegen.

## Geschichte
Toda erhielt am 1. Oktober 1966 das Stadtrecht.

## Geographie
Toda liegt nördlich von Tokio, südlich von Saitama, westlich von Kawaguchi und östlich von Wakō.

## Sehenswürdigkeiten
- Toda-Itabashi (Feuerwerk-Fest)

## Verkehr

### Straße
- Nationalstraße 17, nach Tōkyō oder Niigata
- Tōkyō-Gaikan-Autobahn
- Shuto-Autobahn Ikeburo-Linie und Saitama-Ōmiya-Linie

### Zug
- JR Saikyō-Linie, nach Shinjuku, Odaiba oder Ōmiya

## Sport
Rudern auf der Regattastrecke Toda

## Wirtschaft
- Japan Energy

## Angrenzende Städte und Gemeinden
- Saitama
- Kawaguchi
- Warabi
- Asaka
- Wakō
- Tokio: Stadtbezirke Itabashi und Kita